# ビシンゲン・アン・デア・テック
ビシンゲン・アン・デア・テック (ドイツ語: Bissingen an der Teck) は、ドイツ連邦共和国バーデン＝ヴュルテンベルク州シュトゥットガルト行政管区のエスリンゲン郡に属する町村（以下、本項では便宜上「町」と記述する）である。この町はシュトゥットガルト地方（1992年まではミッテレラー・ネッカー地方）およびシュトゥットガルト大都市圏に属す。ビシンゲンは町域の多くの部分 (74.5 %) がシュヴェービシェ・アルプ・バイオスフィア（生物圏）に含まれる。

## 地理

### 位置
ビシンゲン地区自体はシュヴェービシェ・アルプの麓に、オクゼンヴァング地区はアルプ高地に位置している。町域はナーベルン（キルヒハイム・ウンター・テック）との町境の高度 385 m からブルッカー・ヘルツレの 830 m にまで分布している。この町内最高地点は同時にシュトゥットガルト行政管区の最高地点でもある。

### 自治体の構成
自治体ビシンゲン・アン・デア・テックは、中核地区のビシンゲンとオクゼンヴァング地区とからなる。

### 隣接する市町村
この町は、北はキルヒハイム・ウンター・テック、東はヴァイルハイム・アン・デア・テック、南東はナイトリンゲン、南はレニンゲン、西はアウエン、北西はデッティンゲン・ウンター・テック（いずれもエスリンゲン郡）と境を接している。

### 土地利用
2020年現在のこの町の用途別土地面積および占有率は以下の通りである。
| 用途         | 面積 (ha) | 占有率 (%) |
| ------------ | --------- | ---------- |
| 住宅用地     | 64        | 3.7        |
| 商工業用地   | 18        | 1.0        |
| レジャー用地 | 6         | 0.4        |
| 交通用地     | 88        | 5.1        |
| 農業用地     | 1027      | 60.2       |
| 森林         | 461       | 27.0       |
| 水域         | 3         | 0.2        |
| その他       | 39        | 2.3        |
| 合計         | 1706      | 100.0      |

## 歴史

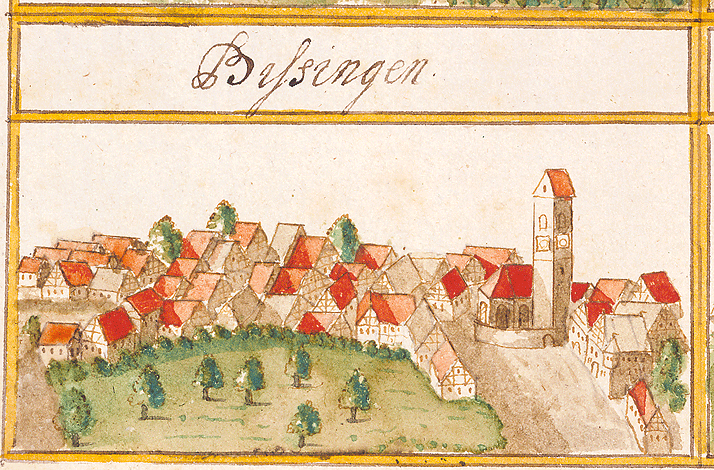
アンドレアス・キーザーによって描かれた1683年頃のビシンゲン

### 古代
ビシンゲンは、789年のロルシュ文書に最初の文献記録が遺されている、エスリンゲン郡で最初の集落である。11世紀から12世紀半ばまでビシンゲンはツェーリンゲン家に属し、その後はテック公領に帰属した。1326年にテック公のエスターライヒ領の半分をヴュルテンベルクが獲得したことでこの集落はヴュルテンベルク領となり、アムト・キルヒハイムに編入された。

### 行政史
1806年に建国されたヴュルテンベルク王国の新しい行政機構創設後もビシンゲンはオーバーアムト・キルヒハイムに属していた。ナチ時代のヴュルテンベルクの郡再編に伴いビシンゲンは1938年にニュルティンゲン郡に属した。1945年から1952年までこの町は、1945年にアメリカ管理地区に創設されたヴュルテンベルク＝バーデン州に属した。この州は1952年から新しいバーデン＝ヴュルテンベルク州となった。1973年の郡の再編によりエスリンゲン郡に属すこととなった。

### 町村合併
1975年1月1日にオクゼンヴァングがビシンゲンに合併した。

## 住民

### 人口推移
人口調査結果 (*) または州統計局の公式研究結果に基づく人口推移を以下に示す（この町を主たる住所地とする人口）。
| 時期           | 人口（人） |
| -------------- | ---------- |
| 1834年12月3日* | 1,871      |
| 1871年12月1日* | 1,685      |
| 1900年12月1日* | 1,602      |
| 1939年5月17日* | 1,542      |
| 1950年9月13日* | 2,078      |
| 1961年6月6日*  | 2,173      |
| 1970年5月27日* | 2,583      |
| 1987年5月25日* | 3,271      |

| 時期           | 人口（人） |
| -------------- | ---------- |
| 1995年12月31日 | 3,476      |
| 2000年12月31日 | 3,691      |
| 2005年12月31日 | 3,659      |
| 2010年12月31日 | 3,523      |
| 2015年12月31日 | 3,481      |
| 2020年12月31日 | 3,420      |

## 行政

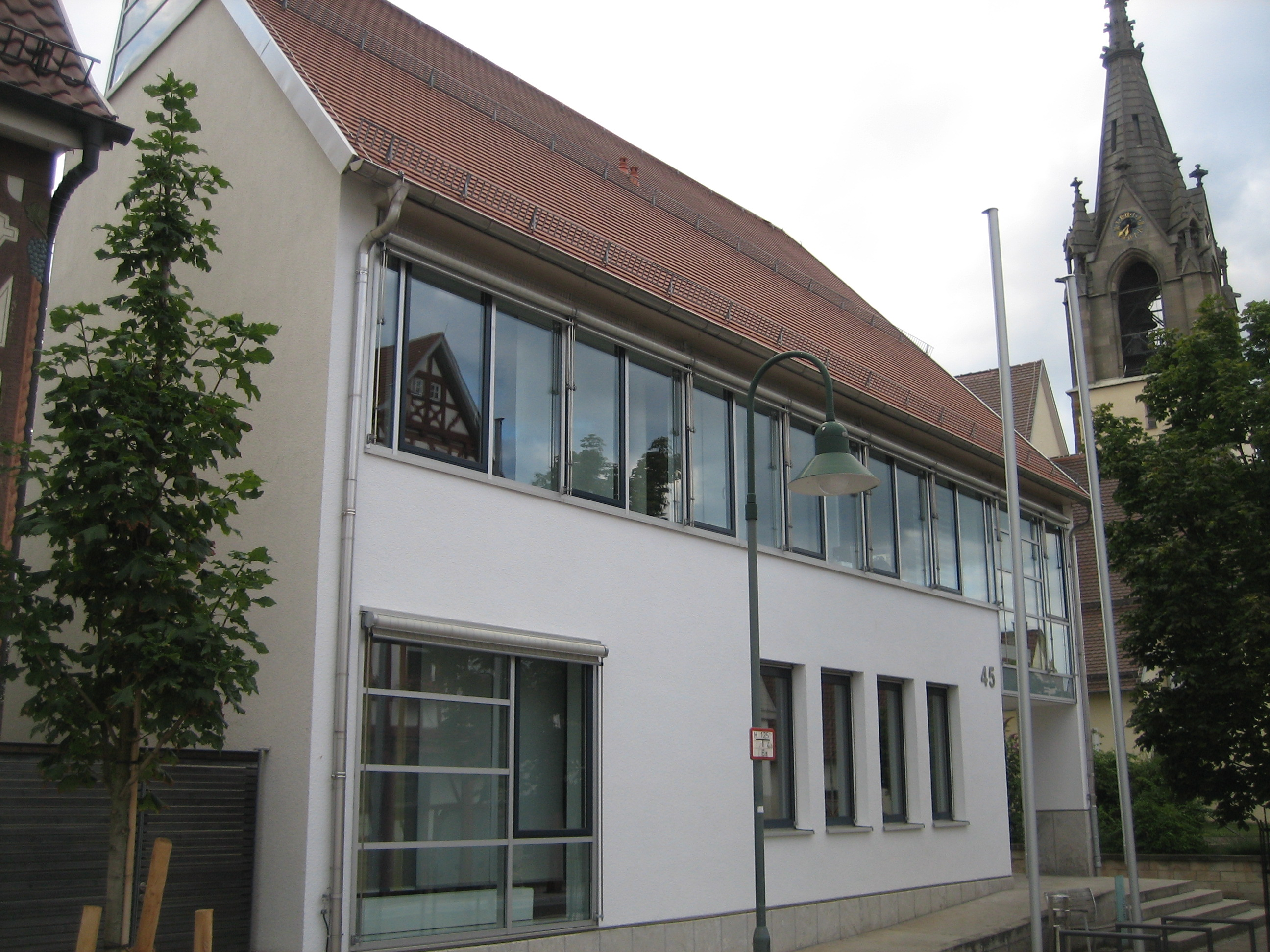
ビシンゲン・アン・デア・テックの町役場

### 議会
ビシンゲンでは町議会議員は「ウンエヒテ・タイルオルツヴァール」と呼ばれる選挙方法で選出される。この方法では、超過議席の数は変動する。2019年の町議会議員選挙結果では15人が議員に選出された（2014年の選挙では14人であった）。町議会は選出されたこれらの名誉職の議員と、議長を務める町長で構成される。町長は町議会において投票権を有している。

### 首長
2011年1月の町長選挙では、当時の町の出納長であったマルツェル・ムゾルフが第1回投票で 96 % の支持票を獲得してヴォルフガング・キュンメルレの後任の町長に選出された。ムゾルフは、2019年1月の選挙で 99.9 % の支持票を得て、町長職を堅持した。

### 紋章
図柄: 赤地。緑の山の上に塔を持つ銀色（白）の城砦（擬宝珠型の屋根を戴く塔は左（向かって右）に建つ）。
1911年から町は赤地に緑の山の上に立つ銀色のテック塔をデザインした紋章を、何度も変更しながら用いている。町の旗は白 - 赤（銀 - 赤）である。現在の形の紋章と旗は、1975年に内務大臣の認可を得た。

## 文化と見所

### 自転車道と遊歩道
ビシンゲンは、アルプトラウフ沿いに位置していることから、数多くの自転車道や遊歩道に囲まれている。町の高台のトラウフの稜線を広域遊歩道のアルプシュタイク（シュヴェービシェ＝アルプ＝ノルトラントヴェークとも呼ばれる）や広域自転車道アルプ＝クロッシングが通っている。

### 博物館
オクゼンヴァングには、オクゼンヴァング・メーリケハウスがある。

### 建築
ビシンゲンの南東に位置するハーネンカム城趾はテック公の支城である。
後期ゴシック様式のマリエン教会（1275年に最初の記録が遺る）は、豊かに装飾されたバロック様式の祭壇の柵を持ち1542年製の石造りの祭壇を有している。オルガンは、1824年にヨハン・ヴィクトール・グロールによって製作された。

### 音楽
ビシンゲンには、青年楽団と成人楽団とからなる吹奏楽の音楽クラブがある。本拠地としてプファル通り16番地の「ファレンシュタル」が利用されている。2006年5月21日にこの音楽クラブはフィリンゲン＝シュヴェニンゲンでの州音楽祭で行われたコンクールで高学年の部で優勝した。2007年5月にヴュルツブルクで開催された連邦コンクールでは高学年の部で連邦準優勝となった。2010年5月16日にメッツィンゲンで開催された州音楽祭でこのクラブは「高学年の部の州チャンピオン」のタイトルを守った。
ビシンゲンには歌唱クラブもある。 MGV（Männergesangsverein）は、児童合唱団（「キビツェ」）、混声合唱団（「フリッシャー・ヴィント」）、男声合唱団からなる。

### 景観を形成する果樹園
ビシンゲンは広い果樹園の中に位置している。このビオトープを維持するために、ビシンゲン果樹栽培・造園協会は古木の保護を通して、景観や品種を後世に遺す取り組みを行っている。そのために特に、地域が所有する果樹園の手入れや古い品種のマザーガーデンを造るといった活動を行っている。

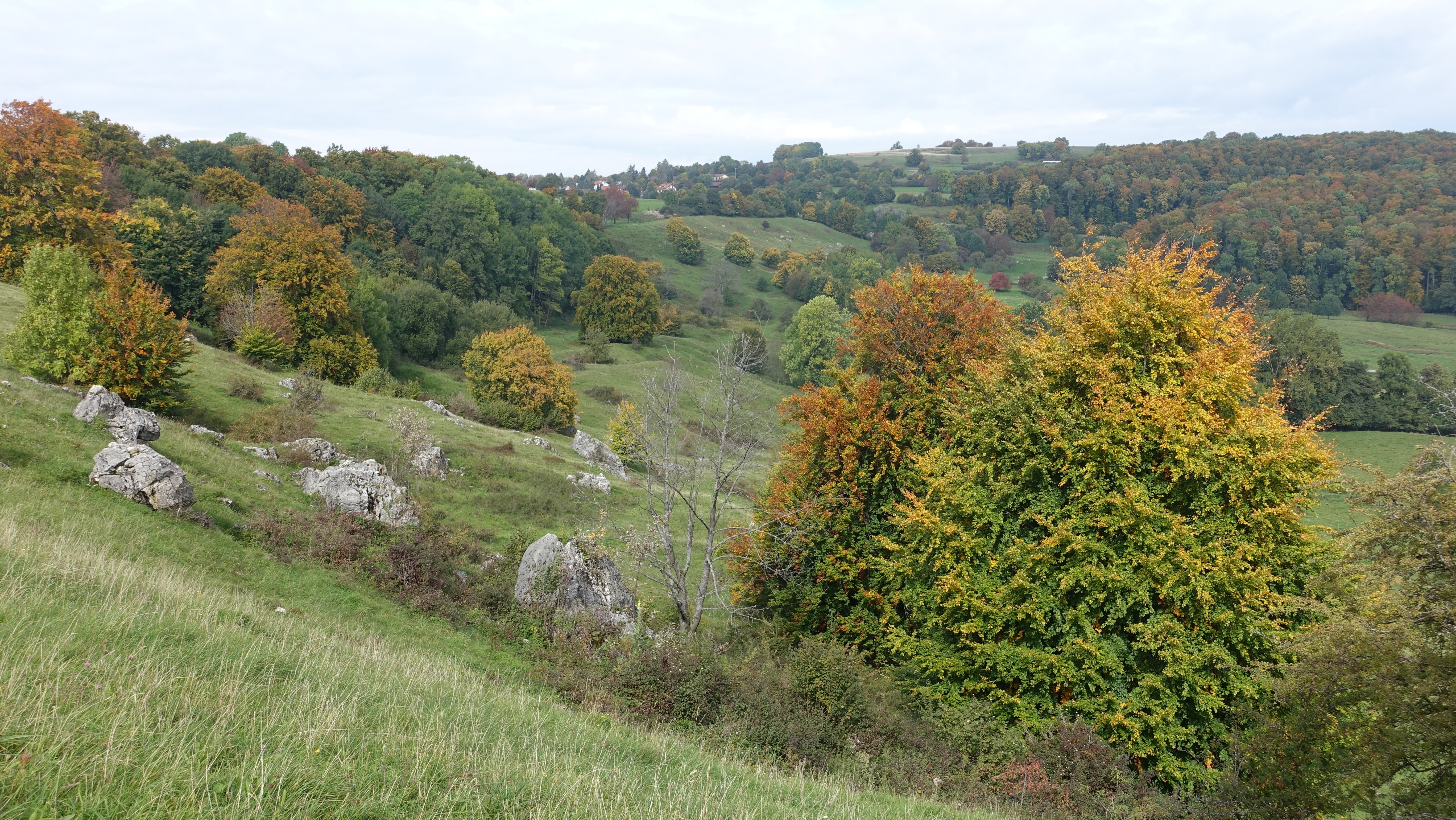
ランデッカー・マール

### 自然文化財
オクゼンヴァング地区のランデッカー・マールは、かつてのシュヴァーベン火山の噴火口で、隣接するショプフロハー・モールの形成もこの火山によるものである。

## 人物

### 出身者
- マールクヴァルト1世フォン・ランデック（ドイツ語版、英語版）（1296年 - 1381年）アクイレイア大司教

### ゆかりの人物
- エドゥアルト・メーリケ（1804年 - 1875年）作家、牧師。1832年から1833年にオクゼンヴァングに住んだ。

## 関連図書
- Rudolf Moser, ed (1842). “Bissingen an der Teck”. Beschreibung des Oberamts Kirchheim. Stuttgart / Tübingen: Cotta’sche Verlagsbuchhandlung
- Hans Schwenkel (1953). Heimatbuch des Kreises Nürtingen. Band 2. Würzburg. pp. 155–176
- Landesarchiv Baden-Württemberg i. V., Landkreis Esslingen, ed (2009). Der Landkreis Esslingen, Band 1. Ostfildern: Jan Thorbecke Verlag. p. 361. ISBN 978-3-7995-0842-1
- Manfred Keller; Alfred Hub. 1225 Jahre – 769–1994 Bissingen – Heimat zwischen Teck und Breitenstein

### 訳注
1. ↑  ドイツ語: Unechte Teilortswahl。バーデン＝ヴュルテンベルク州の市町村レベルの選挙で採用されている特殊な選挙方法。候補者は地区別の選挙人名簿に登録されるが、地区を超えて全住民が投票できる。